# Havas Gábor (szociológus)
Havas Gábor (London, 1944. október 14. –) magyar szociológus, országgyűlési képviselő, kandidátus. Havas Endre költő, író, műfordító fia.

## Életpályája
1944-ben született Londonban. Budapesten magyar szakon végzett, majd szociológiából kandidált. Középiskolai tanárként helyezkedett el, majd a Kemény István és Solt Ottilia által vezetett szociológiai kutatásokba is bekapcsolódott. 1973-tól a Népművelési Intézet tudományos munkatársa volt; főként a falusi szegénység, cigányság életmódjával foglalkozott. Emellett amatőr színjátszó mozgalmat szervezett. 1982-től egy ötéves dokumentumfilmes projektben vesz részt. Schiffer Pál rendezővel két önálló filmet is készített. Aktívan részt vett az 1980-as évek demokratikus ellenzéki szerveződéseiben: a SZETA egyik alapítója, a szamizdatként majd később hetilapként működő Beszélő egyik szerkesztője, később főszerkesztője. Az 1990- 1994 közötti országgyűlési ciklusban SZDSZ-es országgyűlési képviselő volt.
1993-ban az országos reprezentatív cigánykutatás vezetője. Ugyancsak 1993-ban az MTA Szociológiai Kutatóintézetének munkatársa, illetve a Wesley János Főiskola tanára lett. Kemény Istvánnal és Liskó Ilonával együtt a cigány és a halmozottan hátrányos helyzetű gyerekek oktatási helyzetével összefüggő kutatásokat végzett éveken át. 2007 - 2008 között a magyar oktatás megújításával foglalkozó "Zöld Könyv"ön dolgozott, többekkel. 
2001-től egészen 2008-as nyugdíjba vonulásáig a Romaversitas Alapítvány tanulmányi igazgatója volt.

## Művei
- Az 1978-as békéscsabai Cigány közművelődési konferencia kivonatos jegyzőkönyve; szerk. Kajdi Béla, Havas Gábor, Bársony János; Népművelési Intézet Felnőttnevelési Osztály, Budapest, 1979
- Bucz Hunor–Havas Gábor: Helyzetkép az amatőr színjátszó mozgalomról; Művelődéskutató Intézet, Budapest, 1981
- Havas Gábor–Kemény István–Liskó Ilona: Cigány gyerekek az általános iskolákban; Oktatáskutató Intézet, Budapest, 2001 (Kutatás közben)
- Gazdálkodó cigányok; szerk. Havas Gábor; Autonómia Alapítvány, Budapest, 2001
- Havas Gábor–Kemény István–Liskó Ilona: Cigány gyerekek az általános iskolában; Oktatáskutató Intézet–Új Mandátum, Budapest, 2002 (Társadalom és oktatás)
- Havas Gábor–Liskó Ilona: Szegregáció a roma tanulók általános iskolai oktatásában; Felsőoktatási Kutatóintézet, Budapest, 2005 (Kutatás közben)
- Havas Gábor–Liskó Ilona: Óvodától a szakmáig; Felsőoktatási Kutatóint–Új Mandátum, Budapest, 2006 (Társadalom és oktatás)
- Utak a felsőoktatásba. Roma mobilitási pályák és a támogató intézmények. Kutatási beszámoló; szerk. Havas Gábor; Erasmus Kollégium Egyesület, Budapest, 2007
- Havas Gábor: A kistelepülések és a cigányok. In Kemény István (szerk.): A cigányok Magyarországon. Magyarország az ezredfordulón. Budapest, 1999, MTA, 163–204.
- Havas Gábor – Kemény István: A magyarországi romákról. Szociológiai Szemle, 1995, 3. sz., 3–20.
- Havas Gábor – Kemény István – Kertesi Gábor: A relatív cigány a klasszifikációs küzdőtéren. Kritika, 1998, március